# Luis Alberto Marco
Luis Alberto Marco (Sevilla, 20 augustus 1986) is een Spaanse middellangeafstandsloper, die gespecialiseerd is in de 800 m. Hij vertegenwoordigde zijn vaderland bij de Olympische Spelen van 2012 (Londen).

## Biografie
Marco eindigde als vierde op de 800 m op het EK in 2007. Twee jaar later liep hij op het EK Indoor in Turijn naar de zilveren medaille op de 800 m, achter Joeri Borzakovski. In 2010 kon Marco zich ook plaatsen voor de finale van de WK Indoor. In deze finale eindigde hij als zesde en laatste. Later dat jaar eindigde Marco op de zevende plaats bij de Europese kampioenschappen in Barcelona. 
Op de EK indoor van 2011 in Parijs eindigde Marco op de vijfde plaats. 

## Titels
- Spaans kampioen 800 m – 2009
- Spaans indoorkampioen 800 m – 2008, 2009, 2010

## Persoonlijke records
Outdoor
| Afstand | Prestatie | Datum        | Plaats   |
| ------- | --------- | ------------ | -------- |
| 400 m   | 50,12     | 2004         |          |
| 800 m   | 1.45,14   | 22 juni 2012 | Lausanne |
| 1500 m  | 3.39,36   | 2 juni 2011  | Huelva   |
| 3000 m  | 8.39,55   | 1 maart 2003 |          |

Indoor
| Afstand | Prestatie | Datum            | Plaats   |
| ------- | --------- | ---------------- | -------- |
| 800 m   | 1.47,13   | 13 februari 2010 | Valencia |
| 1500 m  | 3.40,56   | 11 februari 2011 | Valencia |

## Palmares

### 800 m
- 2007: 4e EK Indoor – 1.48,71
- 2009:  EK Indoor – 1.49,14
- 2010: 6e WK Indoor – 1.48,99
- 2010: 7e EK – 1.48,42
- 2011: 5e EK Indoor – 2.00,58
- 2013: 5e in ½ fin. WK - 1.46,75